# ジョシュ・ジェイコム
ジョシュ・ジェイコム（Josh Jacomb、2001年6月23日 - ）は、ニュージーランド出身のラグビーユニオン選手。スーパーラグビーのチーフスと、NPCのタラナキに所属している。

## 経歴
ニュージーランド、オークランド生まれ。セイクリッド・ハート・カレッジ（Sacred Heart College ）卒業。
2021年から、ニュージーランド州代表選手権（NPC）にタラナキ代表（Taranaki）で出場。
2024年3月9日、スーパーラグビー・パシフィックのチーフスで、第3節レッズ戦に初出場した。
2024年11月10日、オールブラックスXVとしてジョージア戦に出場した。